# Gabriel Horn
Gabriel Horn, MD, ScD, FRS, FRCF (9 de diciembre de 1927 - 2 de agosto de 2012) fue un biólogo británico y profesor emérito en Ciencias Naturales (Zoología) de la Universidad de Cambridge.
Su investigación fue sobre los mecanismos neuronales del aprendizaje y la memoria.

## Primeros años
Horn nació el 9 de diciembre de 1927. Asistió a la Escuela Técnica Handsworth en Handsworth, Birmingham. Dejó la escuela a los 16 años para trabajar en la tienda de sus padres. Cursó estudios de tiempo parcial para un Certificado Nacional de Ingeniería Mecánica, el logro de la distinción. Sirvió en la Royal Air Force, antes de estudiar para una licenciatura de Medicina, Licenciatura en Cirugía en la Universidad de Birmingham.

## Carrera académica
La primera posición académica de Horn fue en 1956 en el Departamento de Anatomía de la Universidad de Cambridge como un demostrador en Anatomía. Se convirtió en un profesor y luego en un lector, antes de salir para convertirse en profesor de anatomía en la Universidad de Bristol en 1974. En 1975, mientras estaba en Bristol, obtuvo su título de Doctor en Ciencias. En 1977, regresó a Cambridge para encabezar el Departamento de Zoología. Se retiró en 1995 y ahora es profesor emérito. Fue maestro de Sidney Sussex College en Cambridge, del año 1992 a 1999 y Vicerrector de la universidad desde 1994 a 1997. Él se mantuvo en la King's College, Cambridge, hasta su muerte.

## Honores
Fue elegido miembro de la Royal Society en 1986, recibiendo su Medalla Royal en 2001. Se le dio un Doctor Honoris Causa en Ciencias por la Universidad de Birmingham en 1999 y por la Universidad de Bristol en 2003. Fue nombrado caballero en 2002 New Year Honours "por los servicios a la neurobiología y el Adelanto de la Investigación Científica".